# Formes verbals dependents i independents
Les formes verbals dependents i independents, en les llengües goidèliques, són formes verbals diferents i els temps de cada verb existeixen en les dues formes. Els verbs sovint van precedits d'una partícula que marca la negació, o una pregunta, o remarca qualsevol altre element gramatical. Les formes dependents s'utilitzen després d'una partícula, mentre que les formes independents s'utilitzen quan el verb no està lligat a una partícula.
Per exemple, en gaèlic irlandès, el passat del verb feic "veure" té dues formes: la forma independent chonaic i la forma dependent faca. La forma independent s'utilitza quan no hi ha cap partícula que precedeixi el verb, com en el cas de Chonaic mé Séan "(Jo) vaig veure en Joan". La forma dependent s'utilitza quan una partícula com ní ('no') precedeix el verb, com en el cas de Ní fhaca mé Séan "(Jo) no vaig veure en Joan".

## En irlandès antic
La distinció entre les formes dependents i independents s'origina amb fenòmens diferents però relacionats entre ells en irlandès antic: el contrast entre terminacions de formes verbals absolutives i conjuntives, i el contrast entre formes prototòniques i deuterotòniques.
Els verbs en irlandès antic que no tenen prefixos, anomenats "verbs simples", tenen dos tipus de finals, absolutiu i conjuntiu. Els finals conjuntius s'utilitzen després d'un seguit de partícules gramaticals, incloent entre d'altres la partícula negativa ní ('no'), la partícula interrogativa in, i preposicions combinades amb pronoms relatius (p.ex: lasa "amb el qual"). On no hi ha partícules conjuntives d'aquest tipus, s'utilitzen els finals absolutius. Per exemple, gairid "(ell/a) truca" és una forma absolutiva, mentre que ní·gair "(ell/a) no truca" i lasa·ngair "amb què (ell/a) truca" són formes conjuntives. Els punts volats "·", els guionets "-“ o els dos punts “:" s'utilitzen normalment per indicar formes conjuntives en els treballs pedagògics i analítics de l'irlandès antic, ja que els manuscrits actuals no utilitzen aquest tipus de signes de puntuació. Quan hi ha una partícula, l'accent recau sobre la primera síl·laba del mateix verb, és a dir, la síl·laba que hi ha després del signe.
En la majoria de verbs, s'observen diferents finals absolutius i conjuntius en el present d'indicatiu, el present de subjuntiu, el futur i el pretèrit, i en la majoria de persones gramaticals. Per exemple, un paradigma parcial de gaibid "prendre" és el que segueix:
| Persona | Present d'indicatiu  | Present d'indicatiu  |
| Persona | Absolutiu            | Conjuntiu            |
| ------- | -------------------- | -------------------- |
| 1 sg.   | (·)gaibiu, (·)gaibim | (·)gaibiu, (·)gaibim |
| 2 sg.   | (·)gaibi             | (·)gaibi             |
| 3 sg.   | gaibid               | ·gaib                |
| 1 pl.   | gaibmi               | ·gaibem, ·gabam      |
| 2 pl.   | gaibthe              | ·gaibid              |
| 3 pl.   | gaibit               | ·gaibet              |

| Persona | Present de subjuntiu | Present de subjuntiu |
| Persona | Absolutiu            | Conjuntiu            |
| ------- | -------------------- | -------------------- |
| 1 sg.   | gaba                 | ·gab, ·gaib          |
| 2 sg.   | (·)gabae             | (·)gabae             |
| 3 sg.   | gabaid               | ·gaba                |
| 1 pl.   | gabmai               | ·gabam               |
| 2 pl.   | gabthae              | ·gabaid              |
| 3 pl.   | gabait               | ·gabat               |

| Persona | Futur     | Futur     |
| Persona | Absolutiu | Conjuntiu |
| ------- | --------- | --------- |
| 1 sg.   | géba      | ·géb      |
| 2 sg.   | (·)gébae  | (·)gébae  |
| 3 sg.   | gébaid    | ·géba     |
| 1 pl.   | gébmai    | ·gébam    |
| 2 pl.   | gébthae   | ·gébaid   |
| 3 pl.   | gébait    | ·gébat    |

| Persona | Pretèrit     | Pretèrit  |
| Persona | Absolutiu    | Conjuntiu |
| ------- | ------------ | --------- |
| 1 sg.   | gabsu        | ·gabus    |
| 2 sg.   | gabsai       | ·gabais   |
| 3 sg.   | gabais       | ·gab      |
| 1 pl.   | gabsaimmi    | ·gabsam   |
| 2 pl.   | (unattested) | ·gabsaid  |
| 3 pl.   | gabsait      | ·gaibset  |

Els verbs que tenen un o més prefixos, anomenats "verbs compostos", sempre tenen finals conjuntius. En aquest cas, l'accent tònic recau generalment en la síl·laba que segueix el primer prefix. On només hi hagi un sol prefix significa que l'accent recau en l'arrel del verb, però si hi ha dos o més prefixos, l'accent recaurà aleshores en el segon prefix.
| Núm. de prefixos | Forma subjacent         | Forma verbal | Traducció      |
| ---------------- | ----------------------- | ------------ | -------------- |
| 1                | /to + gair/             | do·gair      | (ell/a) crida  |
| 2                | /for + com + gair/      | for·congair  | (ell/a) ordena |
| 3                | /to + air + com + gair/ | do·airngir   | (ell/a) promet |

Les formes verbals que tenen l'accent en la segona síl·laba, s'anomenen deuterotòniques (del grec δεύτερος deuteros "segon" + τόνος tonos "to, accent"). Com es pot observar en els exemples de més amunt, els efectes fonològics de la situació de l'accent pot ser important; per exemple, quan el prefix com segueix la síl·laba amb accent, es redueix a n. Aquests canvis fonològics esdevenen fins i tot més evidents quan s'afegeix una partícula conjuntiva, com ní ('no'). En aquest cas, l'accent es desplaça cap al primer prefix, cosa que comporta conseqüències fonològiques per a la resta de la forma verbal.
| Núm. de prefixos | Forma subjacent              | Forma verbal | Traducció         |
| ---------------- | ---------------------------- | ------------ | ----------------- |
| 1                | /ní + to + gair/             | ní·togair    | (ell/a) no crida  |
| 2                | /ní + for + com + gair/      | ní·forngair  | (ell/a) no ordena |
| 3                | /ní + to + air + com + gair/ | ní·tairngir  | (ell/a) no promet |

Aquelles formes que tenen l'accent en la primera síl·laba del verb, és a dir, la síl·laba després de la partícula, s'anomenen prototòniques (del grec, πρῶτος prōtos "primer"). La relació entre les formes verbals compostes prototòniques i deuterotòniques és, doncs, anàloga envers aquella relació que s'estableix entre formes verbals simples amb finals conjuntius i absolutius: un grup s'utilitza després d'una partícula conjuntiva, com ní, i l'altre sense cap partícula.
| Sense partícula (independent) | Amb partícula (dependent) | Traducció                  |
| ----------------------------- | ------------------------- | -------------------------- |
| gairid (abs.)                 | ní·gair (conj.)           | ell crida/no crida         |
| do·gair (deut.)               | ní·togair (prot.)         | ell fa cridar/no fa cridar |
| do·airngir (deut.)            | ní·tairngir (prot.)       | ell promet/no promet       |

Es creu que la distinció entre finals verbals absolutius i conjuntius es va originar per la situació de la partícula *(e)s en cèltic protoinsular; vegeu Llengües cèltiques insulars#Verbs absolutius i conjuntius.
A més de les formes mencionades línies amunt, l'irlandès antic també té una forma verbal dependent que no és ni una forma conjuntiva regular ni una forma prototònica: la paraula fil es comporta en molts casos com un equivalent dependent de at·tá "és", per exemple, nicon·fil nach rainn "no hi ha part", on fil segueix la partícula conjuntiva nicon ('no'). aquesta forma sobreviu en l'irlandès modern com fuil, en gaèlic escocès com (bh)eil, i en gaèlic manx com nel/vel; totes s'utilitzen com equivalents dependents de'"és".

## En gaèlic escocès
El gaèlic escocès encara conserva rastres tant de la distinció entre absolutiu i conjuntiu com de la distinció entre prototònic i deuterotònic. La primera s'observa sobretot en el temps de present habitual (també utilitzat i molts referits com el temps de futur) de verbs regulars i molts d'irregulars. En aquests casos, la forma independent del verb acaba en –(a)idh (en l'irlandès antic gaibid), mentre que la forma dependents provoca la caiguda d'aquesta terminació (en l'irlandès antic ·gaib). Per exemple:
| Independent | Dependent | Traducció   |
| ----------- | --------- | ----------- |
| glacaidh    | glac      | agafarà     |
| òlaidh      | òl        | beurà       |
| cluinnidh   | cluinn    | sentirà     |
| ruigidh     | ruig      | aconseguirà |

En altres verbs irregulars, la distinció entre independent i dependent, que s'observen tant en el present habitual com en el passat, és herència de la distinció entre deuterotònic i prototònic en irlandès antic. Per exemple:
| Independent | Dependent | Traducció |
| ----------- | --------- | --------- |
| chì         | faic      | veurà     |
| chunnaic    | faca      | va veure  |
| gheibh      | faigh     | obtindrà  |
| chaidh      | deachaidh | va anar   |

## En gaèlic manx
La situació en gaèlic manx és molt similar a la del gaèlic escocès. El temps de futur té la terminació –ee en la forma independent, element que en molts verbs cau en la forma dependent. A més, les formes dependents experimenten diverses mutacions inicials en manx. Per exemple: 
| Independent | Dependent     | Traducció |
| ----------- | ------------- | --------- |
| tilgee      | dilg          | llençarà  |
| faagee      | n'aag / v'aag | deixarà   |
| eeee        | n'ee          | menjarà   |
| cluinnee    | gluin         | sentirà   |

A més a més, en gaèlic manx també es troben reminiscències de la distinció entre deuterotònic i prototònic de l'irlandès antic en la distinció entre formes independents i dependents en els verbs irregulars; per exemple:
| Independent | Dependent   | Traducció |
| ----------- | ----------- | --------- |
| va          | row         | era       |
| nee         | jean        | farà      |
| honnick     | naik / vaik | va veure  |
| hie         | jagh        | va anar   |

## En gaèlic irlandès
En alt irlandès modern, o irlandès clàssic, la distinció entre absolutiu i conjuntiu ja va començar a disminuir. No era tan minuciós que en l'irlandès antic, però més que en altres llengües modernes. En el conjuntiu del present, algunes formes sense terminació, com en l'irlandès antic ·gair (en gaèlic escocès glac i en gaèlic manx dilg), es van anar reemplaçant gradualment per formes amb la terminació –(e)ann. La distinció s'observava no només en la tercera persona del singular, sinó també en la primera i tercera persones del plural. Així doncs, en alt irlandès modern, les distincions eren com les que segueixen:
| Independent | Dependent    | Traducció           |
| ----------- | ------------ | ------------------- |
| molaidh     | mol / molann | (ell/a) prega       |
| molmaoid    | molam        | (nosaltres) preguem |
| molaid      | molad        | (ells/es) preguen   |

La distinció també s'observava en la primera i tercera persones del futur:
| Independent | Dependent | Gloss                |
| ----------- | --------- | -------------------- |
| molfad      | molabh    | (jo) pregaré         |
| molfaidh    | molfa     | (ell/a) pregarà      |
| molfamaoid  | molfam    | (nosaltres) pregarem |
| molfaid     | molfad    | (ells) pregaran      |

En irlandès modern, totes aquestes distincions s'han perdut. De vegades, la forma independent es va generalitzar (p. ex. molfaidh "resarà"), de vegades ho va fer la forma dependent (p. ex. molann "ell/a prega"). Tanmateix, la distinció entre deuterotònic i prototònic encara es troba en molts verbs irregulars; per exemple:
| Independent | Dependent | Traducció |
| ----------- | --------- | --------- |
| bhí         | raibh     | era       |
| rinne       | dearna    | va fer    |
| gheobhadh   | faigheadh | trobaria  |
| chonaic     | faca      | va veure  |
| chuaigh     | deachaigh | va anar   |

El gaèlic irlandès té dos tipus d'oracions relatives: directes i indirectes. La distinció entre elles s'observa pel fet que la partícula relativa a causa lenició del verb següent en les relatives directes, però causa eclipsi (sonorització d'una oclusiva sorda o nasalització d'una oclusiva sonora) en el verb de les relatives indirectes. D'altra banda, on es produeix la distinció s'utilitza la forma independent del verb en les relatives directes i la forma independent en les relatives indirectes. Per exemple:
- an obair a bhí mé a dhéanamh "la feina que (jo) estava fent" (relativa directa; forma independent)
- an fear a raibh a mhac san ospidéal "l'home el fill del qual era a l'hospital” (relativa indirecta; forma dependent)

L'irlandès també té dos tipus d'oracions condicionals, que van introduïdes per dues paraules diferents per al marcador de condició "si": má introdueix oracions realitzables (mode indicatiu), i dá introdueix oracions irrealitzables (mode subjuntiu). Les oracions realitzables indiquen condicionals amb un possible acompliment de l'acció (en anglès, "if he is agreeable": s'obre la possibilitat que sigui així), mentre que les oracions irrealitzables indiquen purament condicionals hipotètics (no s'obre cap possibilitat per acomplir-se l'acció, tot i que es pot desitjar la seva realització: mode subjuntiu; en anglès, "if it were a nice day", però no ho és). La partícula realitzable má comporta lenició del verb que la segueix i requereix una forma independent, mentre que la partícula irrealitzable dá comporta eclipsi i requereix una forma dependent. Per exemple:
- má chonaic sí é "si ella ho veiés" (en anglès: "if she saw it") (realitzable; forma independent)
- dá bhfaigheadh sí é si ella ho hagués trobat" (en anglès, "if she had found it") (irrealitzable; forma dependent)